# جولیو بروتی
جولیو ماریا بروتی (به ایتالیایی: Giulio Maria Berruti)، هنرپیشهٔ ایتالیایی است که در ۲۷ سپتامبر ۱۹۸۴ در رم زاده شد. وی در سال ۲۰۱۰ از دانشکده دندانپزشکی فارغ‌التحصیل شد.
یکی از سریالهای متعددی که وی در آنها بازی کرده، سریالی مشتق از سریال ایتالیایی الیسا به نام "دختر الیسا - بازگشت به ریومبروسا" است که در نقش آندره وان نکر ظاهر شده است. در جریان ساخت این سریال بود که با نامزدش، آنا سافرونیک آشنا شد. پس از مدتی از او جدا شد.

## فیلمهای سینمایی
- فیلم لیزی مک‌گوایر-از دبیرستان تا ستاره پاپ (۲۰۰۳)در نقش پسر ایتالیایی (Lizzie McGuire - Da liceale a pop star)
- ملسا پی (۲۰۰۵) در نقش روبرتو (Melissa P)
- روی دیوار بنویس (۲۰۰۷) در نقش کوسمو (Scrivilo sui muri)
- کایت سواری مرگبار (۲۰۰۸) در نقش داریو (Deadly Kitesurf)
- نوش جان (۲۰۱۰) در نقش هوگو (Bon Appetit)
- مونت کارلو (۲۰۱۱) در نقش شاهزاده دومینیک سیلوانو (Montecarlo)
- خولتسیوس و پلیکان کامپنی (۲۰۱۲) در نقش توماس (Goltzius and the Pelican Company*قوانین عاشق شدن (۲۰۱۲) (regole per fare innamorare)
- دختران خریدنی
- دوزخ گابریل (۲۰۲۰) در نقش گابریل

## سریال‌های تلویزیونی
- پیکان سیاه (۲۰۰۶) در نقش توماس (La freccia nera)
- بازگشت دختر الیزا به ریومبروزا (۲۰۰۸) در نقش آندره‌آ (La figlia di Elisa - Ritorno a Rivombrosa)
- شاهین و کبوتر (۲۰۰۹) در نقش جولیو (Il falco e la colomba)
- فرشتگان و الماس‌ها (۲۰۱۱) در نقش جوزف (Angeli e diamanti)
- خونگرم (۲۰۱۱) در نقش مانوئل (Sangue caldo)
- دختر آمریکایی (۲۰۱۱) در نقش واسکو (La ragazza americana)